# Moi-même-Moitié
Moi-même-Moitié es una marca japonesa de moda creada en 1999 por Mana. Está dedicada a las corriente de moda Elegant Gothic Lolita y Elegant Gothic Aristocrat, además de encargarse totalmente de los vestuarios usados por Moi dix Mois. El nombre de la marca es una fusión entre las palabras francesas "moi-même" (uno mismo) y "moitié" (mitad), aunque la expresión "moi-même-moitié" no existe en el francés.

## Historia
En sus inicios, Moi-même-Moitié era una tienda en la ciudad en Tokio, capital de Japón. Esta tienda vende objetos de temática gótica como ropa Elegant Gothic Lolita y Elegant Gothic Aristocrat, libros y accesorios.
La ropa de moi-même-Moitié se caracteriza por el uso de materiales personalizados y construcciones en costura. El logotipo de la compañía es un candelabro que con frecuencia aparece en los detalles del diseño. También son frecuentes otros motivos, como rosas (con espinas), arquitectura gótica y alas de murciélago. Los diseños son en su mayoría negros, blancos, grises y azules oscuros. 

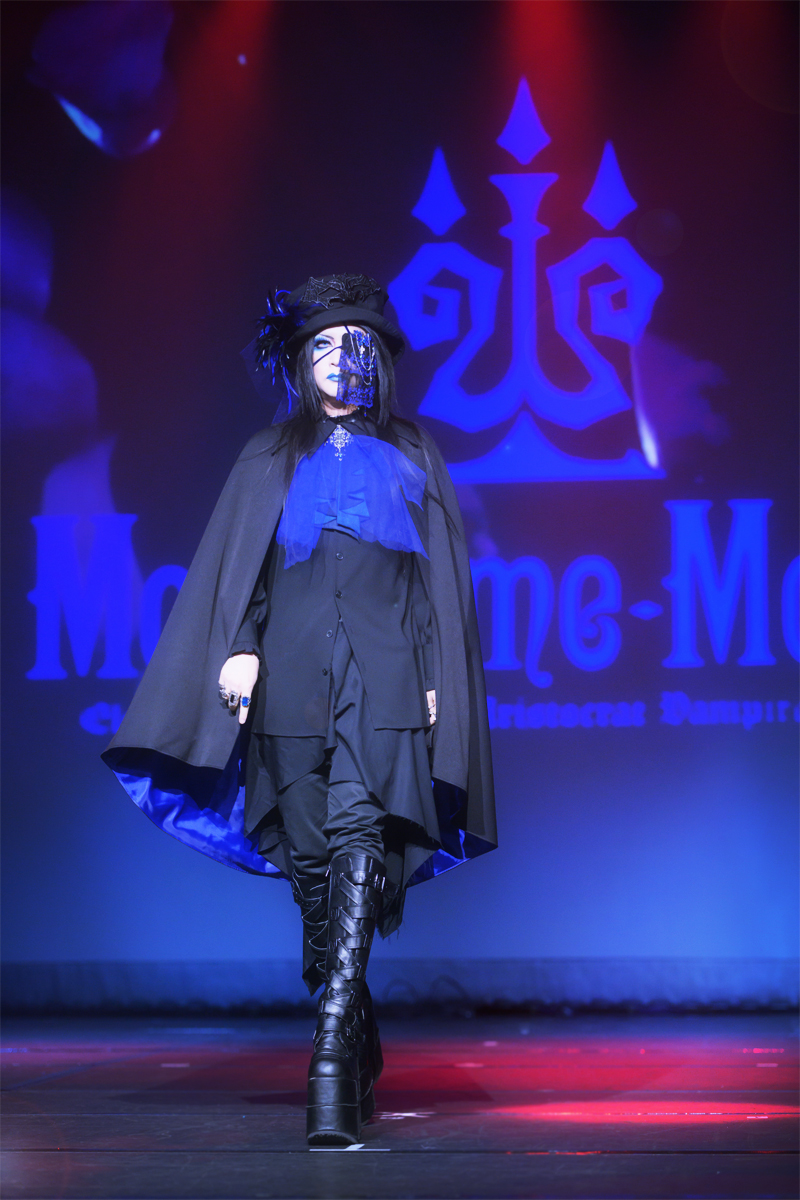
Mana desfilando para Moi-même-Moitié en 2019.